# کانیاوار
کانیاوار (به مجاری:  Kányavár) یک منطقهٔ مسکونی در مجارستان است که در ناحیه لنتی واقع شده‌است.